# 퀸디치
퀸디치(이탈리아어: Quindici)는 이탈리아 캄파니아주 아벨리노도의 코무네다.